# Sarcophaga arnaudiella
Sarcophaga arnaudiella är en tvåvingeart som beskrevs av Andy Z. Lehrer 1985. Sarcophaga arnaudiella ingår i släktet Sarcophaga och familjen köttflugor.
Artens utbredningsområde är Taiwan. Inga underarter finns listade i Catalogue of Life.